# Михайленко, Борис Григорьевич
Бори́с Григо́рьевич Михайле́нко (26 апреля 1944, Левая Россошь, Воронежская область — 4 октября 2014, Новосибирск) — советский и российский учёный-математик, академик Российской академии наук.

## Биография
Родился в семье военнослужащего. Отец, Григорий Иванович Михайленко, во время Великой Отечественной войны служил военным лётчиком в эскадрилье А. И. Покрышкина и много раз вылетал с Покрышкиным в качестве ведомого. Мать, Татьяна Митрофановна, служила в том же полку.
В 1971 году окончил с отличием геолого-геофизический факультет Новосибирский государственный университет и поступил в аспирантуру Вычислительного центра Сибирского отделения АН СССР. Затем работал в этом центре в должностях от младшего научного сотрудника до заместителя директора. В 1997 г. центр был преобразован в Институт вычислительной математики и математической геофизики. В 1999—2014 годах — директор Института вычислительной математики и математической геофизики Сибирского отделения РАН, при этом продолжал заведовать лабораторией численного моделирования сейсмических полей.
С 22 мая 2003 года — член-корреспондент РАН (отделение математических наук).
С 29 мая 2008 года — академик РАН (отделение математических наук).
Заведовал кафедрой математических методов геофизики механико-математического факультета Новосибирского университета. С 2010 года одновременно был профессором кафедры информатики и проектирования систем Томского политехнического университета.
Скончался после тяжелой непродолжительной болезни

## Научная деятельность
Специалист в области математического моделирования и создания новых численных методов решения задач геофизики. Автор открытия «нелучевых» поперечных сейсмических волн, которое он сделал с помощью вычислительного эксперимента.

## Интересные факты
Во время срочной службы в армии будущий директор ИВМиМГ СО РАН Б. Г. Михайленко ходил на атомных подводных лодках, реакторы для которых рассчитывал будущий Председатель СО АН СССР Гурий Иванович Марчук. За четыре года службы Михайленко прошёл под водой на Северный полюс, а также за экватор. За участие в первом походе атомных подводных лодок вокруг Земного шара под водой Главком ВМФ наградил Б. Г. Михайленко памятной медалью «Вокруг Света под водой», а Президиум Верховного Совета СССР — медалью Ушакова за выполнение спецзадания. Много лет спустя Михайленко сказал Марчуку: «Спасибо, что вы всё правильно рассчитали, и я до сих пор жив!»

## Награды
- Медаль ордена «За заслуги перед Отечеством» 2 степени (2008)[11]

## Память

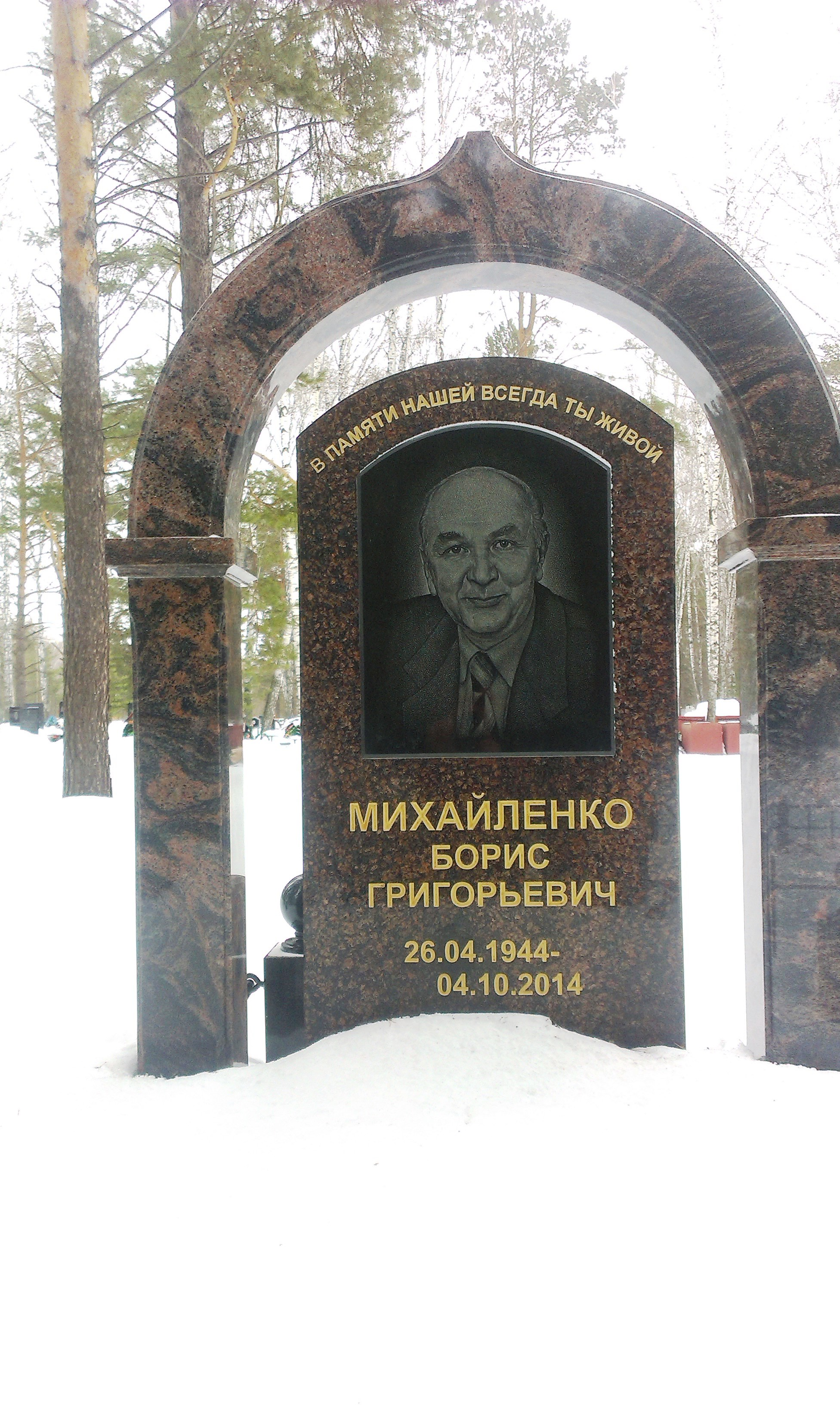
Могила Б. Г. Михайленко на Южном кладбище Новосибирска

Похоронен на Южном кладбище в Новосибирске.